# Abdelhakim Maazouz
Abdelhakim Maazouz (en arabe : عبد الحكيم معزوز) né le 22 août 1975 en Algérie est un athlète algérien, spécialiste du 3 000 m steeple.

## Biographie
Il a concouru dans le 3 000 mètres steeple masculin aux Jeux olympiques d'été de 2004.
Il est champion d'Algérie du 3 000 mètres steeple en 2002.

## Palmarès
| Date | Compétition                            | Lieu     | Résultat | Épreuve         | Temps   |
| ---- | -------------------------------------- | -------- | -------- | --------------- | ------- |
| 2002 | Championnats d'Afrique                 | Radès    | 7e       | 3 000 m         | 8.33,49 |
| 2003 | Championnats du monde de cross-country | Lausanne | 39e      | courte distance | 11.51   |
| 2006 | Championnats du monde de cross-country | Fukuoka  | 39e      | longue distance | 38.17   |

### Records personnel
- 3 000 m steeple-chase - 8:22.09 (20 juin 2002)